# 伊号第二百七潜水艦
伊号第二百七潜水艦（いごうだいにひゃくななせんすいかん）は、日本海軍の未成潜水艦。伊二百一型潜水艦の7番艦。太平洋戦争後に解体された。

## 艦歴
マル戦計画の潜水艦高、第4501号艦型の7番艦、仮称艦名第4507号艦として計画。1944年12月27日、呉海軍工廠で起工。
1945年2月5日、伊号第二百七潜水艦と命名されて伊二百一型潜水艦の7番艦に定められ、本籍を横須賀鎮守府と仮定。4月17日、工程20%の状態で工事中止が発令された。
1946年4月から5月にかけて、伊号第二百八潜水艦と並行して播磨造船所呉船渠で解体された。